# Лагидзе, Реваз Ильич
Рева́з (Резо́) Ильи́ч Лаги́дзе (груз. რევაზ ილიას ძე ლაღიძე; 1921—1981) — советский грузинский композитор. народный артист Грузинской ССР (1961).

## Биография
Родился 10 июля 1921 года в селе Багдати в Советской Грузии.
В 1948 году окончил Тбилисскую консерваторию по классу композиции. Был учеником А. М. Баланчивадзе. Творческую деятельность начал в 1940 году. Первую работу в кинематографе окончил в 1951 году, музыкально оформив документальный фильм «Штурм одиннадцати вершин».
Был скрипачом в симфонических оркестрах Грузинской филармонии (1941—1945), а затем — Грузинского радио (1945—1949). С 1962 года заведовал кафедрой музыки Тбилисского педагогического института.
С 1964 года преподавал в Тбилисской консерватории.
Значительное место в творчестве Реваза Лагидзе занимало песенное творчество. В содружестве с поэтом Петром Грузинским написал знаменитую песню «Тбилисо». Работал над музыкальными комедиями, симфоническими и камерно-инструментальными произведениями. Сочинял также фортепьянные пьесы, романсы, музыку к спектаклям и кинофильмам.
Написал оперу «Лела» (первая постановка (1973) при участии Медеи Амиранашвили, Зураба Анджапаридзе, Тариэла Чичинадзе, Джемала Мдивани, Шота Чанкветадзе, Эльзы Гарсеванишвили).
Скончался 16 октября 1981 года.

## Память
- Одной из музыкальных школ Тбилиси было присвоено имя композитора.
- В Тбилисском педагогическом институте, в котором Реваз Лагидзе преподавал около 20 лет, была учреждена премия его имени.
- В Батуми в Старом городе одной из музыкальных школ (ул. Вахтанга Горгасали, 4) было присвоено имя композитора

## Творчество

### Фильмография
- 1951 — Штурм одиннадцати вершин (документальный)
- 1953 — Непослушный козлёнок (анимационный)
- 1954 — Мзечабуки (анимационный)
- 1955 — Волшебная свирель
- 1957 — В солнечном краю (документальный)
- 1957 — Последний из Сабудара
- 1959 — Зуб акулы
- 1959 — Нино
- 1959 — Цветок на снегу
- 1960 — Прерванная песня (Prerusená piesen СССР, Чехословакия)
- 1961 — Добрые люди
- 1961 — Под одним небом
- 1961 — Рассказ нищего
- 1963 — Кто оседлает коня?
- 1964 — Закон гор
- 1965 — Хевсурская баллада
- 1967 — Мой друг Нодар
- 1968 — Распятый остров
- 1968 — Тревога
- 1969 — Ожидание
- 1971 — Искатели затонувшего города
- 1971 — Тепло твоих рук
- 1974 — Ночной визит
- 1974 — Спелые гроздья
- 1976 — Камень чистой воды
- 1977 — Ученик эскулапа

### Эстрада
- — Адандали дандали
- — Весенняя песня
- 1959 — Песня о Тбилиси («Тбилисо»)
- — Песня о дружбе
- — Сачидао
- — Я встретил девушку

## Призы и награды
- заслуженный деятель искусств Грузинской ССР (1958)
- народный артист Грузинской ССР (1961)
- орден «Знак Почёта» (2 апреля 1966)
- премия Ленинского комсомола Грузинской ССР (1967)
- Государственная премия Грузинской ССР (1975) — за оперу «Лела»
- орден Трудового Красного Знамени